# Моята карма
„Моята карма“ (на хинди: उतरन Uttaran) е индийски сериен филм, излъчван от 1 декември 2008 г. до 16 януари 2015 г. по Colors TV в Индия.

## Сюжет

### Сезон 1
Действието се развива в Мумбай, Ичха е дъщеря на бедната вдовица Дамини, която започва работа в имението на Такур като прислужница. Дъщерята на Джоги - Тапася, се сприятелява с Ичха и двете имат връзка като сестри. Сумитра повлиява на Тапася да погледне на Ичха по различен начин. Тапася изпитва ревност, когато Дивия и Джоги се грижат за Ичха като за свое дете, без да знае, че Джоги е отговорен за смъртта на бащата на Ичха - Раджендра.

### 10 години по-късно
Тапася е богата разглезена девойка. Ичха иска да отвори училище, в което да дава безплатно образование на деца от бедния етнос. Тя и Вир се влюбват. Семействата им се съгласяват с връзката им и те са на път да се оженят. Несигурна, виждайки как Вир обсипва Ичха с много скъпи подаръци, Тапася разиграва драма със самоубийство и моли Ичха да ѝ позволи да се омъжи за Вир. Ичха се съгласява и Вир се жени за Тапася. Брат му Ванш, наркоман, се влюбва в Ичха, гледайки грижовната ѝ природа.
Вир, който не знае за връзката с Ванш, се опитва да се разведе с Тапася и да се ожени за Ичха. Тапася манипулира Гунванти, която сключва брак между Ванш и Ичха. Вир се съкрушава. Тапася заблуждава Ванш, като непряко го обвинява за мъките на Ичха. В резултат на това се самоубива. Гунванти обвинява Ичха. Вир научава и разкрива как Тапася се е опитвала да убие Ичха и е накарала Ванш да се самоубие. Шокиран, Джоги се отказва от нея. Ичха отива във Вриндаван. Там пристига Вир, за да се събере с нея.
Те изразяват любовта си и се женят във Вриндаван; родителите ги приемат. Тапася среща Рагувендра Ратор, който се влюбва в нея, но го предава в игра на покер. Той я изоставя заради невярността ѝ. Бременна с неговото дете, тя се връща при семейството на Вир и ражда Мукта, която непреднамерено изоставя. Вир и Ичха я отглеждат, без да знаят, че тя е дете на Тапася. Ичха ражда момче, но Сумитра и Пушкар го отвличат.
Те подкупват акушерката, за да каже на Ичха, че момчето се е родило мъртво. Рагувендра се сблъсква с Пушкар и взема бебето от него. Двамата с Тапася осиновяват детето, наречено Юврадж. Отново бременна, Ичха спасява Вир от жестокия Авинаш, който го напада. Вир губи паметта си. Ичха убива Авинаш и е затворена за 18 години. Ичха ражда момиче в затвора и казва на Дамини да отгледа бебето, наречено Митхи.

### 18 години по-късно
Митхи и Мукта са най-добри приятелки, също като майките си. Ичха се връща. Високомерен и егоистичен, Юврадж я мрази. Митхи също я приема за мъртва. Канха, когото Дамини е отгледала, е успешен директор, щастливо женен за Сурбхи. Митхи и Юврадж са отгледани от Гунванти и Дамини, а Гунванти го настройва срещу Ичха. Сумитра разкрива на Митхи, че Ичха е жива, но лъже, че е съсипала живота на Тапася още в детските ѝ години. 
Митхи не вярва, но когато научава, че Ичха е била в затвора за убийство, започва да се отнася лошо с нея. Канха също разкрива, че Ичха е била в затвора за убийство, но не споменава, че е убила Авинаш, за да спаси Вир. Митхи се сбива с Ичха и я отхвърля. Дамини и Канха се опитват да я убедят да прости на Ичха. Митхи не им вярва. Опитът на Дамини да ги сплоти се проваля, тъй като Митхи мрази Ичха още повече. Сумитра манипулира Мукта, която се сближава с Юврадж.
Опитва се да изнасили Мукта, но Ичха я спасява. Мукта разбира, че не е възприела правилно нея и Митхи. Юврадж е арестуван и открива, че Ичха е негова майка. Омразата му към нея се засилва още повече, когато тя свидетелства срещу него в съда и той е затворен за 5 години. Вир, който все още няма спомени, живее с Гунванти и Алма. Превъзпитана, след като от години живее в САЩ, Тапася възстановява паметта му. Вишну окуражава Митхи, която най-накрая приема Ичха.
Вир и Ичха се съюзяват. Митхи се омъжва за Вишну по нареждане на Ичха. Тайно е синът на Авинаш, Акаш, който иска да си отмъсти. Мукта открива истината за него и се опитва да открие истинския Вишну, скромен работник в неправителствена организация, за да разобличи Акаш. Той нарежда на главорезите си да отвлекат и убият Мукта, но Рагувендра я спасява. На сватбата на Акаш и Митхи Мукта се опитва да го разобличи, но никой освен Сумитра не ѝ вярва.
Междувременно Ичха и Тапася рискуват живота си, за да спасят Мукта от чичото на Вир Тедж, който застрелва Тапася. Ичха е блъсната от камион и преди да умре, дарява сърцето си на Тапася. Сега Тапася се грижи за Митхи също като Мукта. По-късно Рагувендра се сдобива с доказателства, за да разобличи Акаш. Сурбхи се оказва братовчедка на Акаш по майчина линия. Майка му, Екадаши, му нарежда да убие Митхи, но той се влюбва в нея. Митхи напуска къщата. Тапася изхвърля бременната Сурбхи.
Сурбхи се разкайва за действията си и умира, след като ражда Аджитеш. Канха ѝ прощава и обещава да отгледа Аджитеш. Тъй като Вишну и Мукта се обичат, те се женят и скоро им се ражда син, Манав. Митхи и Акаш се събират. Тя е приета от семейството му. След като се подлага на пластична операция, Юврадж се завръща като шеф на Мукта, за да си отмъсти. Той я отвлича. Докато я спасява, бременната Митхи прави спонтанен аборт и се отрича от Юврадж, преди Екадаши да я изгони. Тя заминава за Сринагар.
Попаднала в терористична атака на Асгар, Митхи се подхлъзва в река и е пренесена от течението през границата до Гилгит. Аашфак я спасява; той се влюбва в нея и ѝ помага да се върне в Индия. Той се сбогува с нея със сълзи на очи. Акаш и Митхи се събират. Тя осиновява Рани, тъй като Нандини е в затвора, защото е спасила Акаш от и убила стария му враг. Митхи и Акаш се осиновяват и Тамана, която Рани ненавижда. Сумитра се променя.
В крайна сметка Сумитра и Дамини убеждават Мукта и Митхи да се сдобрят и в крайна сметка отразяват вечното приятелство на Ичха и Тапася.

## Актьорски състав
- Рашми Десаи – Тапася Рагхувендра Пратап Ратхор/Тапася Виир Сингх Бундела/Тапася Джоги Тхакур
  - Ишита Панчал - Тапася Джоги Тхакур (дете)
- Тина Дута – Ичха Виир Сингх Бундела/Ичха Ванш Сингх Бундела/Ичха Раджендра Бхарти
  - Спарш Кханчандани - Ичха Раджендра Бхарти (дете)
- Тина Дута като Митхи Акаш Чатърджи/ Митхи Вишну Кашяп/Митхи Виир Сингх Бундела
- Нандиш Сандху/Викас Бхалла – Виир Умед Сингх Бундела
- Гаурав Чопра – Рагхувендра Пратап Ратхор
- Сриджита Де - Мукта Вишну Кашяп/Мукта Рагхувендра Ратхор
- Аджай Чаудхари - Вишну Кашяп
- Сураб Радж Джайн/Бхарат Чавда - Юврадж Виир Сингх Бундела
- Чайтаня Чаудхари - Канха Джигнеш Чатърджи
- Пранета Саху - Сурбхи Канха Чатърджи/Сурбхи Агар Ядав
- Мрунал Джайн - Акаш Авинаш Чатърджи
- Варун Турки - Санкрант Авинаш Чатърджи
- Вивида Кирти - Амбика Санкрант Чатърджи/Амбига Рагхувендра Ратхор
- Рохит Хурана - Ванш Умед Сингх Бундела/Роки Шах
- Гаурав Баджадж - Аман Верма
- Шархан Сингх - Сидхарт Верма
- Аюб Кхан – Джоги Тхакур
- Прагати Мегра/Прюмори Мехта Гхош – Дивя Джоги Тхакур
- Пратима Казми – Сумитра Деви Джайсвал
- Арун Сингх Шарма - Пушкар Джайсвал
- Аканша Авастхи - Рохини Пушкар Джайсвал
- Вайшали Тхакар – Дамини Раджендра Бхарти
- Шамим Шейх - Балдев Сингх Бундела
- Акхил Мишра – Умед Сингх Балдеф Сингх Бундела
- Беена Банерджее – Гунванти Умед Сингх Бундела
- Моналика Бхонсле - Чанда
- Соника Ханда - Амла Виир Сингх Бундела
- Сунил Зиня/Киран Кармаркар - Тедж Сингх Бундела
- Пауан Махендру - Касап Сет
- Радж Сингх Верма - Авинаш Чатърджи
- Крутика Десай Хан - Екадаши Авинаш Чатърджи
- Гирия Шанкар - Агар Ядав
- Руми Хан - Нирбхай Агар Ядав
- Арти Сингх - Каджри Нирбхай Ядав
- Нийна Сингх - Гомати Ядав
- Хетал Ядав - Павитра Ядав

## В България
В България сериалът започва на 9 юни 2014 г. по Нова телевизия и завършва на 9 август 2017 г. Повторенията са по Диема Фемили. Дублажът е от Доли Медия Студио. Ролите се озвучават от Венета Зюмбюлева, Таня Димитрова, Татяна Захова, Росен Плосков и Илиян Пенев.